# Walter Korpi
Walter Korpi (Koutojärvi, Suecia, 1934) es un sociólogo sueco. Junto con el politólogo y sociólogo sueco Joakim Palme, plantearon la paradoja de la redistribución (o paradoja de Korpi y Palme).

## Carrera académica y profesional
Entró en la Universidad de Estocolmo en 1958 y se licenció en filosofía en la Universidad de Estocolmo cuatro años después. También estudió en la Universidad de Colorado en Boulder entre los años 1955 y 1956. De 1959 a 1964 trabajó como sociólogo en el Militärpsykologiska institutet (Instituto de Psicología Militar) y entre 1965 y 1966 en el Sindicato de Trabajadores Metalúrgicos de Suecia. Después trabajó como profesor asociado en el Departamento de Sociología en la Universidad de Estocolmo (1966-1968). Después trabajó como profesor de sociología en la Universidad de Umeå hasta 1969 hasta que volvió de nuevo a la anterior universidad como profesor de sociología hasta el año 1972. Desde el año 1972 se convirtió en profesor de política social y hasta entonces lo sigue siendo.
Al principio, en los años sesenta, Korpi cuando estaba en el Instituto de Psicología Militar se centró sobre todo en las actitudes y el bienestar en el ejército. Destaca la publicación Social Pressures and Attitudes in Military Training, la tesis con la que se presentó cuando se licenció en 1962 en sociología. A partir de los años setenta, se centró en su mayor parte en conflictos laborales y lucha de clases y, en menor medida, investigación asistencial.

## Publicaciones
Algunas de las publicaciones más destacadas del autor;
- The Paradox of Redistribution and Strategies of Equality: Welfare State Institutions, Inequality and Poverty in the Western Countries” (with Joakim Palme). American Sociological Review, 63 (661-687), 1998
- The Working Class in Welfare Capitalism. Work, Unions and Politics in Sweden. London: Routledge & Kegan Paul, 1978.
- Korpi, W. (1980) ‘Social Policy and Distributional Conflict in the Capitalist Democracies. A Preliminary Comparative Framework’, West European Politics, Vol. 3, No. 3, pp. 296– 316.

## Premios
Algunos de los premios o reconocimientos más destacados:
- Premio de C. Wright Mills 1978 por The Working Class in Welfare Capitalismo: Work, Unions and Politics in Sweden
- Premio estadístico de 1990 por parte de la Asociación de Estadística en Suecia por el artículo Suecia ¿se queda atrás? El crecimiento económico de Suencia 1820-1990 en una perspectiva comparada. (originalmente, en sueco; Halkar Sverige efter? Sveriges ekonomiska tillväxt 18201990 y jämförande belysning
- Doctor honoris causa 2000 en la Facultad de Ciencias Sociales de la Universidad de Turku, Finlandia.